# Zawada (Biskupiec (Powiat Nowomiejski))
Zawada (deutsch Annenwalde) ist ein Ort in der polnischen Woiwodschaft Ermland-Masuren. Er gehört zur Gmina Biskupiec (Landgemeinde Bischofswerder) im Powiat Nowomiejski (Kreis Neumark in Westpreußen).

## Geographische Lage
Zawada liegt im Westen der Woiwodschaft Ermland-Masuren, 20 Kilometer westlich der früheren Kreisstadt Löbau (Westpreußen) (polnisch Lubawa) bzw. 14 Kilometer nordwestlich der heutigen Kreismetropole Nowe Miasto Lubawskie (deutsch Neumark (Westpreußen)).

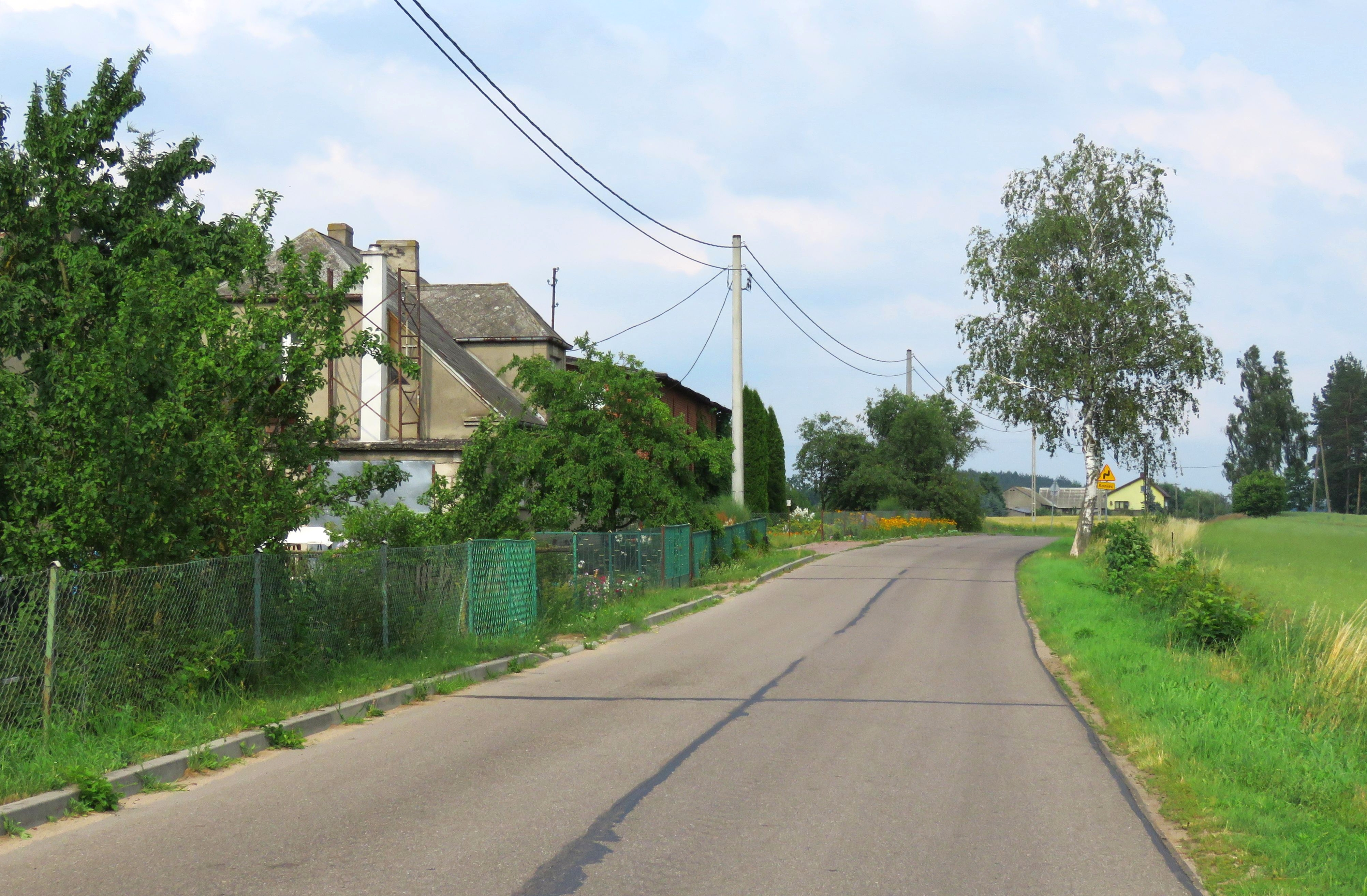
Dorfstraße Zawada

## Geschichte
Annenwalde war ein Vorwerk und später auch Wohnplatz im Gutsbezirk Schackenhof (polnisch Czachówski) im westpreußischen Kreis Löbau (Westpreußen). Als am 19. Juli 1874 der Amtsbezirk Krotoschin (1940 bis 1945 Kortensee, polnisch Krotoyzny) im Regierungsbezirk Marienwerder gebildet wurde, wurde Annenwalde eingegliedert und dann aber noch vor 1908 dem Gutsbezirk Schackenhof zugeordnet. Im Jahre 1905 zählte Annenwalde 76 Einwohner.
Gemäß den Bestimmungen des Versailler Vertrags kam der Kreis Löbau am 10. Januar 1920 zu Polen.  Bald danach war in dem nun Zawada genannten Dorf der Placówka Straży Granicznej I linii „Zawda“ (=  „Grenzposten der ersten Linie „Zawada““) stationiert. Am 26. Oktober 1939 wurde der Kreis Löbau – rechtswidrig –  wieder dem Deutschen Reich zugerechnet, 1940 in „Landkreis Neumark“ und 1942 in „Landkreis Neumark (Westpr.)“ umbenannt. Zawada bekam wieder den Namen „Annenwalde“.
Seit 1945 liegt Annenwalde als Zawada wieder in Polen. Der Ort gehört jetzt zur  Gmina Biskupiec (Landgemeinde Bischofswerder) im Powiat Nowomiejski (Kreis Neumark), von 1975 bis 1998 der Woiwodschaft Toruń (Thorn), seither der Woiwodschaft Ermland-Masuren zugehörig.

## Kirche

### Evangelisch
Vor 1945 war Annenwalde in die evangelische Kirche Bischofswerder (polnisch Biskupiec) eingepfarrt. Sie gehörte zum Kirchenkreis Rosenberg (polnisch Susz) in der Kirchenprovinz Ostpreußen der Kirche der Altpreußischen Union. Heute sind Toruń (Thorn) bzw. Rypin (1942 bis 1945 Rippin) die weitentfernten aber nächsten Gottesdienstorte für Zawada. Sie liegen in der Diözese Pommern-Großpolen der Evangelisch-Augsburgischen Kirche in Polen.

### Römisch-katholisch
Bis 1896 war Lippinken (1942 bis 1945 Wückersdorf, polnisch Lipinki) die römisch-katholische Pfarrgemeinde für Annenwalde, danach war es Bischofswerder (Biskupiec). Auch Zawada gehört jetzt zur Pfarrei Biskupiec, die nun dem Dekanat Iława-Zachód (Deutsch Eylau-West) im Bistum Elbląg (Elbing) zugeordnet ist.

## Verkehr

### Straße
Zawada liegt an einer Nebenstraße, die von Krotoyzny (Krottoschin, 1942 bis 1945 Kortensee) nach Wonna (Wonno) führt. Eine weitere von Buczek (Buczek, 1942 bis 1945 Buscheck) kommende Nebenstraße endet in Zawada.

### Schiene
Die nächste Bahnstation ist Biskupiec Pomorskie (Bischofswerder). Sie liegt im Gebiet der Ortschaft Bielice (Bielitz) an der PKP-Bahnstrecke 353 Posen–Toruń–Korsze, die derzeit nicht mehr bis nach Tschernjachowsk (Insterburg) im nördlichen Ostpreußen (heute: russische Oblast Kaliningrad (Gebiet Königsberg (Preußen))) verläuft.